# Raschid Ajupow
Raschid Abatullauly Ajupow (kasachisch Рашид Абатұллаұлы Аюпов, russisch Рашид Абатович Аюпов Raschid Abatowitsch Ajupow; * 4. März 1981 in Kentau, Kasachische SSR) ist ein kasachischer Politiker, der derzeit wegen Korruption im Gefängnis sitzt. Von März 2022 bis August 2022 war er Bürgermeister der Stadt Kentau und von Juli 2019 bis Juni 2021 war er Bürgermeister der Stadt Türkistan.

## Leben
Raschid Ajupow wurde 1981 in Kentau geboren. Er besuchte die Universität Schymkent und die Pädagogische Universität Schymkent. Er hat einen Abschluss in Informatik von der Academic Innovative University in Schymkent. An der Queen Mary University of London machte er außerdem 2015 einen Abschluss in Öffentlicher Verwaltung.
Seine berufliche Laufbahn begann Ajupow im Jahr 2000 bei einer Produktionsgenossenschaft in seiner Heimatstadt Kentau. Ab 2004 arbeitete er dann für die Agentur für Angelegenheiten des öffentlichen Dienstes. Hier war er am Zentrum für Information und Prüfung tätig, dessen stellvertretender Direktor er zwischen 2006 und 2008 war. Von 2008 bis 2009 leitete er diese Einrichtung als Direktor. Zwischen 2009 und 2015 hatte er verschiedene Positionen im Büro des kasachischen Premierministers inne. Anschließend wurde er Stabschef des Büros des Bürgermeisters von Schymkent, bevor er zwischen 2017 und 2018 einen Posten in der Partei Nur Otan hatte.
Von dem 3. Juli 2019 bis Juni 2021 war Ajupow Bürgermeister von Türkistan. Von Juni 2022 bis August 2022 war er Stellvertretender Bürgermeister des Türkistan-Gebiets.
Von März 2022 bis August 2022 war er Bürgermeister der Stadt Kentau.
Ein Gericht in Astana entschied, dass Raschid Ajpw im Jahr 2012 ein Unternehmen bestochen hatte. Im August 2023 wurde er zu zehn Jahren Gefängnis verurteilt, verlor sieben Jahre lang das Recht, Regierungsämter zu bekleiden, und zahlte eine Geldstrafe von 422,8 Millionen Tenge.